# Z0性別決定系統
Z0性別決定系統（英語：Z0 sex-determination system）是一个性別決定系统，常见于几种飞蛾。在这些物种中，雄性有两个Z的染色体，而雌性中有一个。